# Octavian Barbosa
Octavian Barbosa (n. 20 martie  1927, Bazoșul Nou, jud. Timiș - d. 26 iulie 2017, București) a fost un istoric și critic de artă plastică, eseist și poet. Autor al primului Dicționar al artiștilor plastici români.
Este absolvent al Facultății de Filozofie din București în 1951, disciplina Estetica si Filozofia Culturii, și își începe activitatea profesională în același an în cadrul Bibliotecii Academiei Române. Continuă să lucreze la Muzeul Național de Artă (1964) unde răspunde de sectorul publicațiilor. În 1966 este redactor șef de rubrică la revista Arta Plastică iar odată cu apariția revistei România Literară (1966)  răspunde de suplimentul dedicat Artelor Plastice. Din 1973 este secretar științific al secției de Teoria Artei și Literaturii la Academia de Științe Sociale și Politice. În perioada 1984-1985  face parte din comitetul de redacție al revistei Synthesis. 
Octavian Barbosa ține conferințe și cursuri de Estetica și Teoria Artei în cadrul Universității Cultural Științifice, lucrează în cadrul catedrei de Estetică la Institutul de Arhitectură Ion Mincu și Institutul de Arte Plastice N. Grigorescu unde  ține cursuri de Psihologia formei (1974-1978). 
În calitate de președinte și membru, participă la jurii pentru organizarea expozițiilor cu program (Geometrie și sensibilitate, Studiul, Arta și orașul, Arta concretă, bienalele Petrașcu sau Ion Andreescu), expoziții tematice și personale deschise în țară și străinătate. 
Octavian Barbosa contribuie la programul și afirmarea Grupului Sigma de la Timișoara, promovând în calitate de comisar artiștii acestui grup la Bienala Internațională de Artă Constructivă de la Nürnberg  (1968) și este comisarul participării românești la Bienala de sculptură mică de la Budapesta (1984) precum și a Bienalei de pictură de la Cagnes-sur-Mer (1995) și a Bienalei de artă Europa-Asia de la Ankara (1991-1995).
Membru al Uniunii Artiștilor Plastici (UAP) și al Asociației Internaționale a Criticilor de Artă (AICA)
Publicații:
Eseuri și articole în Luceafărul, Arta plastică, Contemporanul, Cercetări filozofice, Tribuna, Gazeta literară, România Literară, Cronica, Secolul 20, Arta, Synthesis, Viata Românească, Jurnalul Literar, Viata medicală (unde deține o rubrică permanentă dedicată Artelor Plastice).  
Volume tipărite:
Monografia George Apostu, Editura Meridiane 1968; 
Dicționarul artiștilor români contemporani, Editura Meridiane 1976;  
Delict de supraviețuire – poeme, cu desene de Mircia Dumitrescu, Editura Crater, 1994;
Carte de titluri, cu desene de Liana Axinte, Editura Noi Media Print, 2011
Filme de artă:
Matrice (1975); 
Constantin Brâncuși (1976);
Mirabila culoare (1977);
Premii și distincții:
Premiul pentru Critică al Uniunii Artiștilor Plastici (1998);  
Diplomă de onoare pentru contribuția la realizarea Muzeului de Artă Contemporană din Blaj (2003);
Ordinul Meritul Cultural în grad de Comandor (2004)